# Brioni
Brioni är en klassiskt italienskt klädföretag som fått sitt namn efter den kroatiska ögruppen Brijuni i Adriatiska havet med samma namn.
Fram till andra världskrigets slut hade skräddarna på Savile Row i London i stort definierat det klassiska herrmodet. Genom att använda mer färg och tunnare tyger orsakade Brioni stor uppmärksamhet i Palazzo Pitti i Florens 1952 då man höll den första modevisningen för herrmode.
Brioni blev för den större allmänheten mer känt i slutet av 1995 då Pierce Brosnan axlade ansvaret som den nye James Bond efter Timothy Daltons prestation under slutet av 1980-talet.